# 羅興樑

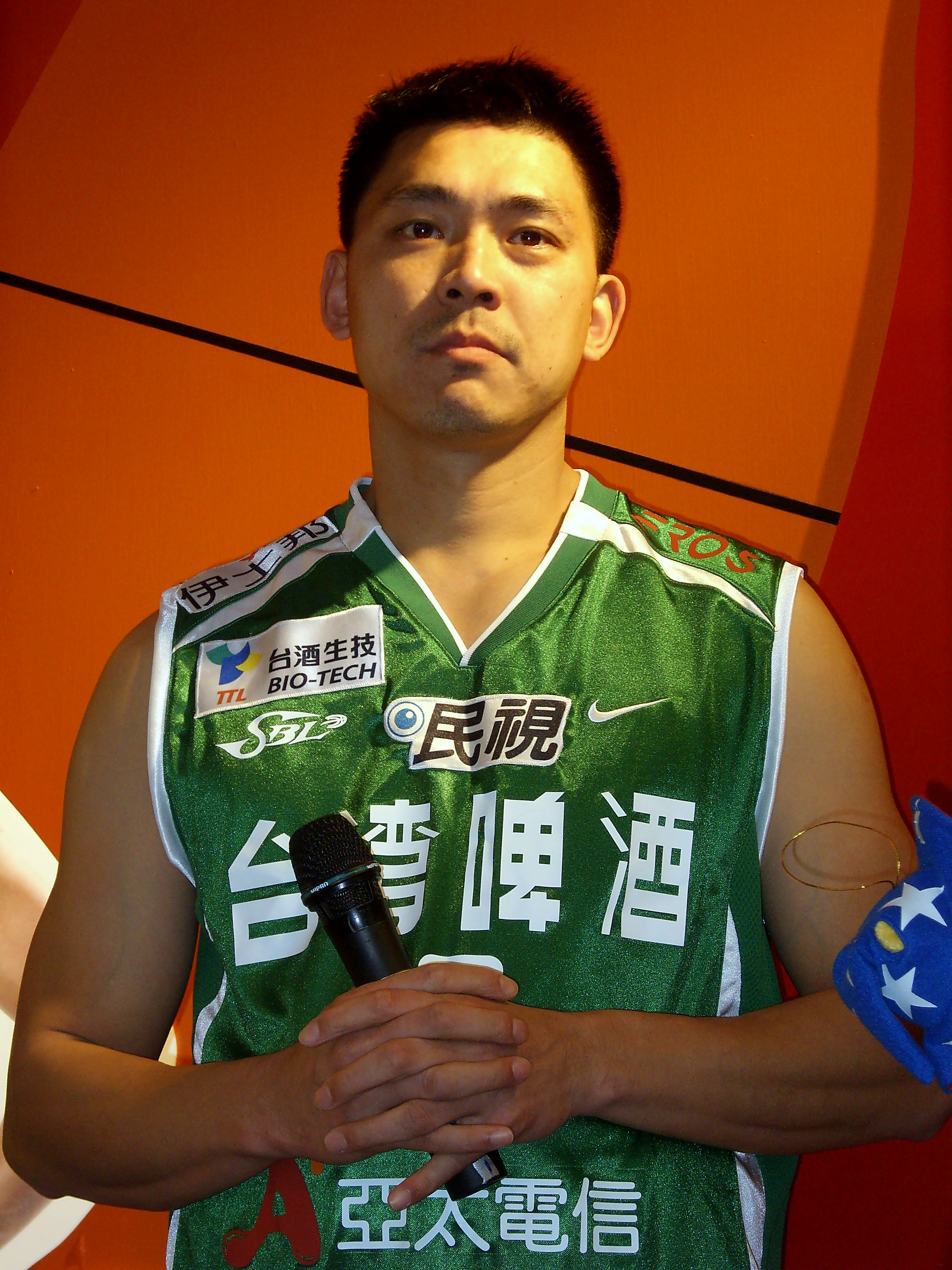

羅興樑（1971年3月18日—），臺灣苗栗縣人，前臺灣男子籃球運動員。前台灣職籃宏國象成員之一，現任文化大學籃球隊教練，也是輪椅籃球教練。

## 簡介
羅興樑曾入選亞青、亞洲賽、亞運、東亞運等國手，籃球生涯經歷過中華職籃宏國象、超級籃球聯賽新浪獅、台灣啤酒、台灣大雲豹等隊，多年的籃球生涯使他的外號從早年的「神奇小子」變為近年的「神奇老爸」。羅興樑目前(2023.02)也擔任文化大學籃球隊教練。曾隨邱大宗教練以當時宏國象部分為班底到中國大陸參與甲A聯賽，隊名新浪隊。三分外線是羅興樑最犀利的武器，羅興樑平常每日訓練結束後還會自行留下來練投500顆三分球，堪稱投籃的教科書。

## 榮譽
- 2004年第一季超級籃球聯賽全明星賽MVP
- 2005年第二季超級籃球聯賽全明星賽MVP
- 2006年第三季超級籃球聯賽年度第一隊

## 外部連結
- 羅興樑在fiba.basketball（英语）
- 羅興樑在archive.fiba.com（archived）（英语）
- 羅興樑在中国男子篮球职业联赛
- 羅興樑在Eurobasket.com（球員）（英语）